# Operation Jacana
Die Operation Jacana ist der Codename für eine Reihe von Missionen, die von ISAF-Soldaten in Afghanistan durchgeführt wurden. Die Operationen wurden vor allem von 45. Commando der Royal Marines durchgeführt. US-Streitkräfte, australische SAS und die norwegische FSK nahmen ebenfalls an dem Angriff teil. Der Einsatz war der Nachfolger der Operation Anaconda und sollte die verbleibenden Al-Qaida- und Taliban-Rebellen töten oder gefangen nehmen.
Operation Jacana umfasste folgenden Operationen:
- Operation Ptarmigan
- Operation Snipe
- Operation Condor
- Operation Buzzard

Alle diese Missionen sollten die verbliebenen Al-Qaida- und Taliban-Streitkräfte aus dem Einsatzgebiet entfernen.

## Ablauf

### Operation Ptarmigan
Am 16. April 2002 wurde im Rahmen der Operation Ptarmigan eine Royal Marine Taskforce zur Bagram Airbase entsandt. Die 5-tägige Operation hatte das Ziel, Hochgebirgstäler (bis zu 3.350 Meter Höhe südöstlich von Gardez) von Taliban- und Al-Qaida-Streitkräften zu befreien und ihre Bunker und Höhlenkomplexe zu zerstören. Der Angriff fand in Abstimmung mit den Koalitionskräften statt, die die Operation Mountain (deren Ziele dieselben waren) zur selben Zeit durchführten. 400 Soldaten der Aufklärungstruppe der Royal Marines, unterstützt von der RAF entdeckte eine Reihe bisher unbekannter Höhlenkomplexe, von denen eine über 20.000 Schuss Flugabwehrmunition enthielt.
Mehr als 400 Royal Marines patrouillierten mit einer kleinen Anzahl von US-amerikanischen und afghanischen Truppen in den Bergen. Die Gruppe stieß nicht auf Taliban oder al-Qaeda, was den Verdacht unterstützte, dass viele über die nahe Grenze nach Pakistan geflohen sind. Die Koalitionstruppen fanden in dem Gebiet um Shah-i-Kot Dokumente, Karten und Radios.
Bis zum 20. April 2002 wurden insgesamt fast 1700 Royal Marines als Teil der Task Force eingesetzt.

### Operation Snipe

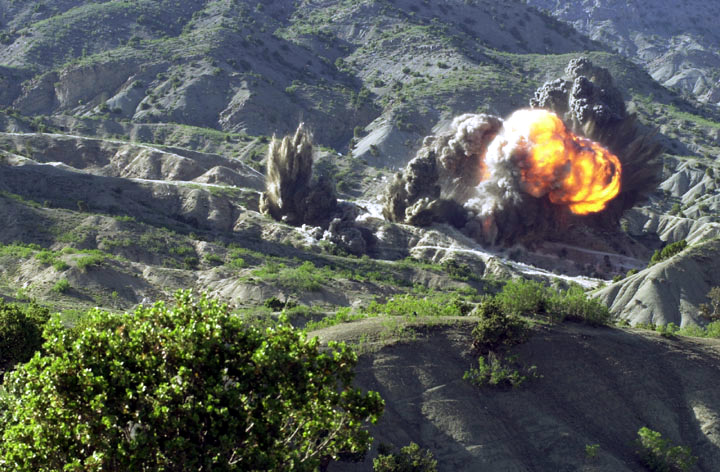
Am 10. Mai 2002 zerstörten britische Pioniere Tunnel und militärische Ausrüstung der Aufständischen

Im Mai 2002 begannen 600 Royal Marines und 400 afghanische Soldaten, die von der US-Luftwaffe und US-Spezialoperationstruppen unterstützt wurden, die Operation Snipe, eine Fortsetzung der Operation Ptarmigan in der Provinz Paktia. Die Royal Marines stießen auf keine Al-Qaida- oder Taliban-Kämpfer. Im Mai entdeckten die Truppen Höhlen und entfernten 30 Lastwagenladungen militärische Ausrüstung, Flugabwehr-, Panzerabwehr- und andere schwere Munition. Außerhalb der Höhle wurden auch 2 in Russland hergestellte Panzer gefunden. Am 10. Mai zerstörten britische Truppen, bei der größten kontrollierten Explosion, die britische Streitkräfte seit dem Zweiten Weltkrieg durchgeführt haben, "ein riesiges Waffenarsenal" von mehr als 20 Lastwagenladungen Munition und Waffen.
Die Operation dauerte 2 Wochen und endete am 13. Mai 2002. Die Mission war Teil einer viel größeren Operation, die von der 101. Luftlandedivision geleitet wurde. Ziel war es, den Taliban- und al-Qaida-Kämpfern zu zeigen, dass sie nicht unbestraft in Afghanistan operieren können. Die meisten Aufständischen versteckten sich in Schutzgebiete innerhalb Pakistans. Britische Offiziere bemängelten, dass die US-Streitkräfte sich weigerten, zwei Täler zu besetzen, um die Flucht von Islamisten zu verhindern.

### Operation Condor
Am 17. Mai 2002 begannen die Koalitionstruppen nach einem Zwischenfall am Vortag mit der Operation Condor. Am 16. Mai wurde eine australische SAS-Patrouille fünf Stunden lang, von ca. 20 bis 60 Islamisten, mit schweren Mörser- und Maschinengewehr-feuer beschossen. Apache-Hubschrauber und eine AC-130 führten Luftangriffe durch, bei denen etwa 10 Menschen getötet wurden. Der Rest der Kämpfer soll sich mit den Anwohnern vermischt haben oder nach Pakistan geflohen sein. Am nächsten Tag wurden 1.000 Soldaten (500–800 waren Royal Marines), angeführt von den Royal Marines in die Region Khost-Paktia geschickt, um das Gebiet zu umzingeln. Die Operation wurde in Höhen zwischen 1.800 und 2.400 Meter durchgeführt.
Der Kommandant der Royal Marines, Brigadier Roger Lane, behauptete, dass die Koalitionstruppen gegen die Aufständischen in den Bergen kämpften. Wenig später widersprach das Verteidigungsministerium und erklärte, dass die Soldaten keinen Kontakt zum Feind hätten. Am 20. Mai wurde Roger Lane durch Brigadier Jim Dutton ersetzt, nachdem US-General Tommy Franks angeblich von CNN und nicht von Brig Lane von der Operation der Royal Marines erfahren hatte. Der ehemalige Kommandant der Royal Marines widersprach auch dem US-Verteidigungsminister Donald Rumsfeld, indem er sagte, dass der Krieg in wenigen Wochen vorbei sei.

### Operation Buzzard
Am 28. oder 29. Mai 2002 begannen die Royal Marines mit der Operation Buzzard. Ziel der Operation war es, den Aufständischen ihre Bewegungsfreiheit zu nehmen und zu verhindern, dass diese sich in Schutzgebiete zurückziehen. 45 bis 300 britische Marines der Taskforce Jacana und örtliche afghanische Soldaten wurden in Khost nahe der afghanisch-pakistanischen Grenze stationiert. Die Marines erkundeten mit einer Mischung aus Hubschrauber-, Fuß- und Fahrzeugpatrouillen besiedelte und ländliche Gebieten und richteten Kontrollpunkte ein.
Höhlen und Bunker mit Waffen, Munition und Vorräten wurden gefunden und zerstört. Darunter waren über 100 Mörser und Panzerabwehrwaffen sowie Hunderte von RPGs, Antipersonenminen, Artillerie-geschosse und Tausende Schuss Munition. Zwei britische Marinesoldaten nahmen 9 bewaffnete Rebellen fest. Die Operation wurde am 9. Juli 2002 beendet. Die Mission zeigte, dass Al-Qaida und die Taliban eine große Präsenz in der Region aufgegeben hatten.
Die norwegischen Spezialeinheiten wurden von der NATO aufgrund ihrer Erfahrung in großen Höhen und bei kaltem Wetter ebenfalls ausdrücklich gebeten, in diesen Hochlandgebieten zu operieren.